# Giáo dục Do Thái

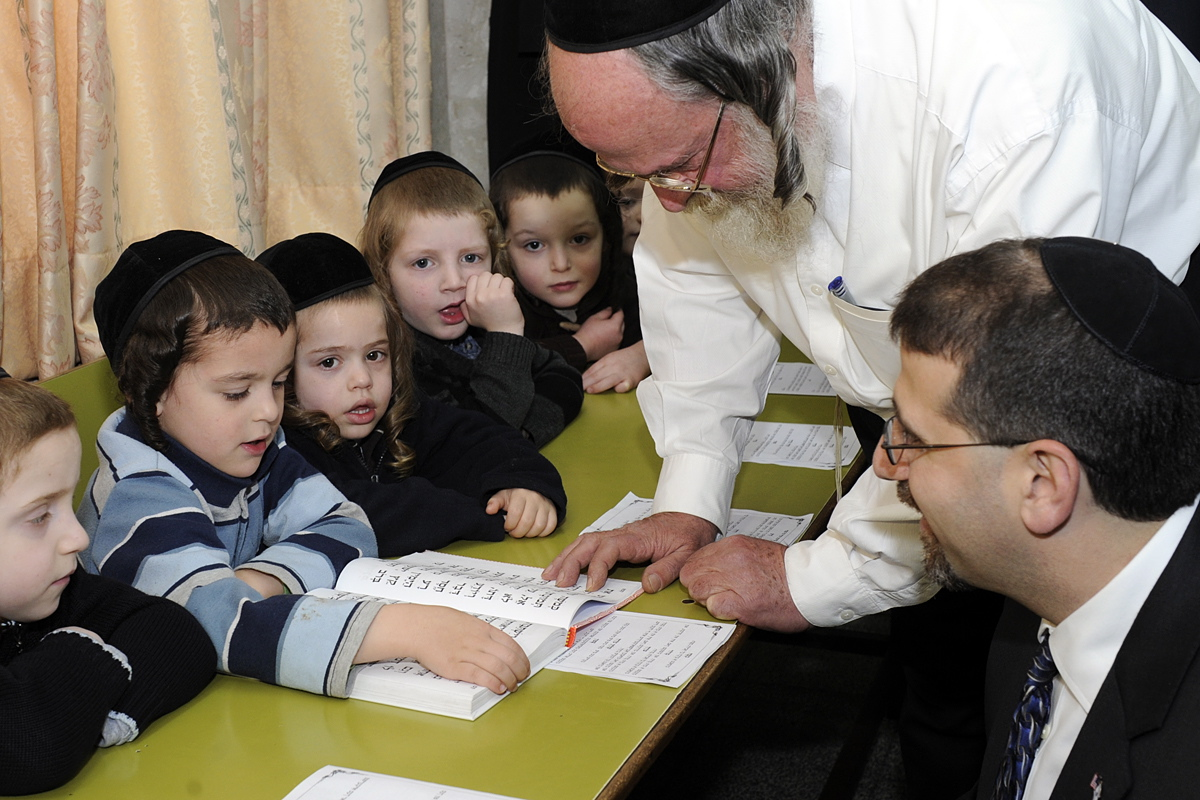
Thầy giáo người Do Thái và các em học sinh người Do Thái nhỏ tuổi

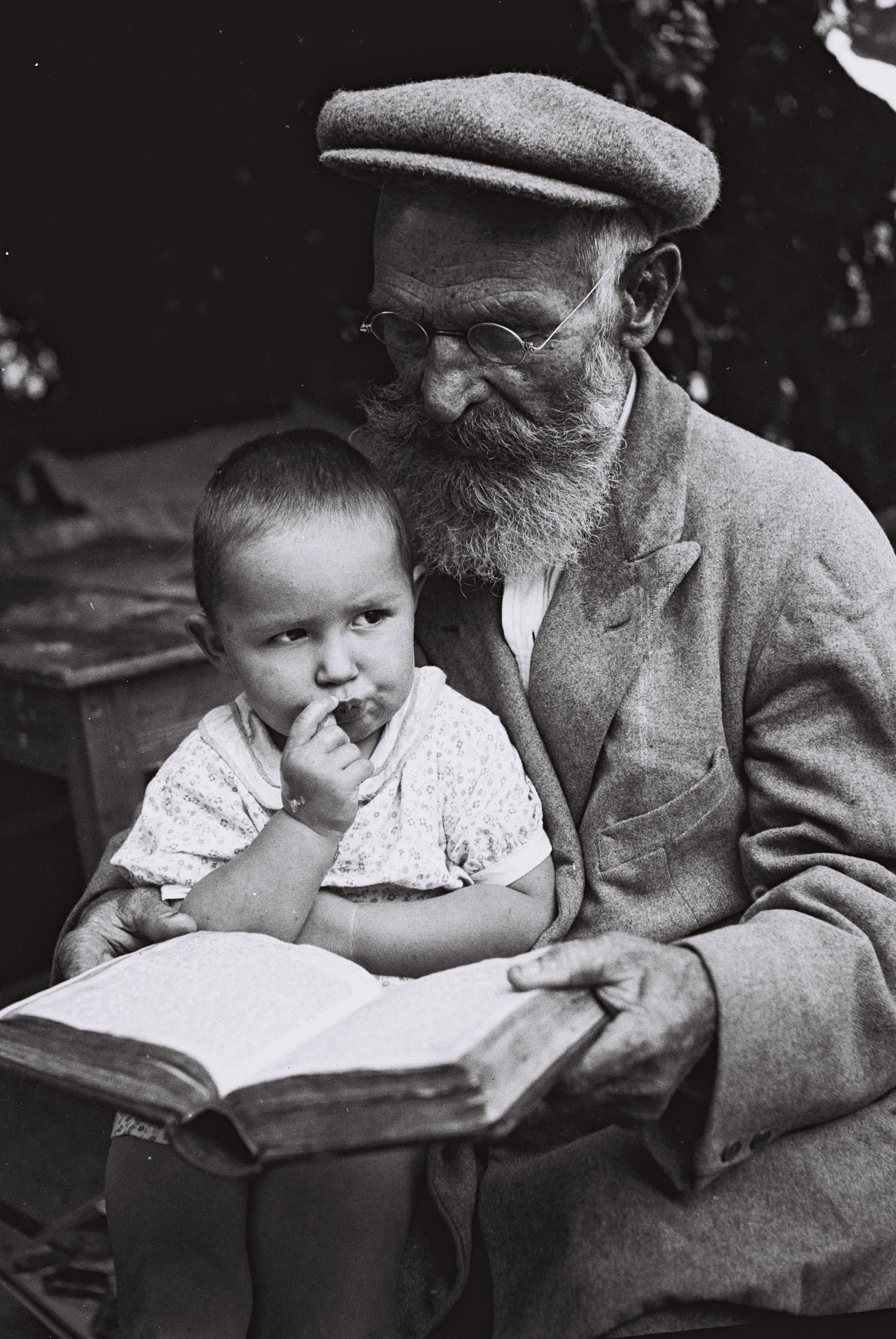
Một người Hà Lan cải đạo Do Thái Giáo với cháu trai ngồi trên đùi ông, đang học Kinh Thánh trong nông trại ở Nahalat Yitzhak Tel Aviv

Giáo dục Do Thái (Hebrew: חינוך, Chinukh) là một loại hình giáo dục dựa trên nguyên lý, nguyên tắc, và luật lệ tôn giáo của đạo Do Thái Giáo. Người Do Thái nổi tiếng với tên gọi Dân tộc của Sách, người Do Thái quan tâm đến giáo dục. Giá trị của giáo dục được đánh gia cao trong nền văn hóa Do Thái. Đạo Do Thái Giáo đặc biệt rất coi trọng về việc học Kinh Thánh Torah.
Trong lịch sử Do Thái, truyền thống giáo dục Do Thái bắt đầu từ thời đại Cựu Ước trong thời kỳ Kinh thánh. Kinh thánh mô tả mục đích giáo dục Do thái. Mục đích chính trong kinh thánh là biết cách thờ phượng Thiên Chúa. Do đó, cha mẹ Do thái cần dạy con cái của họ về một số kinh cầu nguyện cơ bản và phụ huynh Do Thái dạy những gì mà Thánh Kinh Torah cấm trong tuổi thơ của họ. Cha mẹ Do thái nên truyền đạt đạo đức Do thái, đức tin Do thái và giá trị của người Do Thái cho con cái họ. Các giáo lý của kinh thánh có ảnh hưởng quan trọng đến giáo dục Do Thái. Vì lý do này, giáo dục Do Thái bắt nguồn từ Kinh Thánh Torah.
Nathan H. Winter đã viết, "Kinh Torah cũng đã được mô tả như là một bí kíp đối phó với sự tồn tại của con người; những gì liên quan đến cuộc sống ở mọi thời điểm. Kinh Torah cũng bao hàm việc học hỏi, hướng dẫn và truyền đạt. Giáo dục Do Thái liên quan đến việc truyền bá di sản văn hoá đậm đà bản sắc dân tộc Do Thái cho những cá nhân người Do Thái.

## Lịch sử

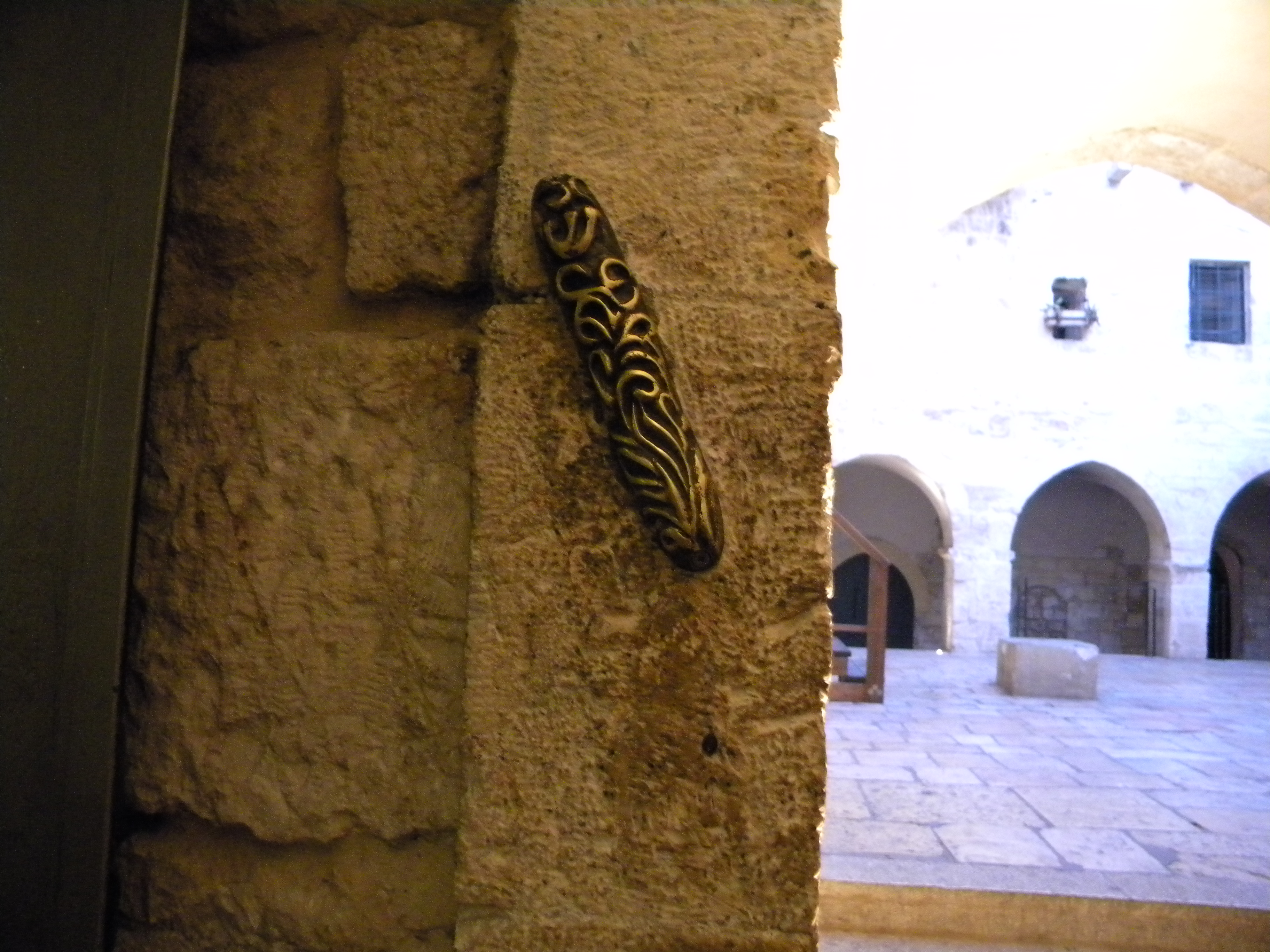
Mezuzah "ghi những mệnh lệnh đó trên cửa và ngoài cổng." (Sách Đệ Nhị Luật 6:6-9)

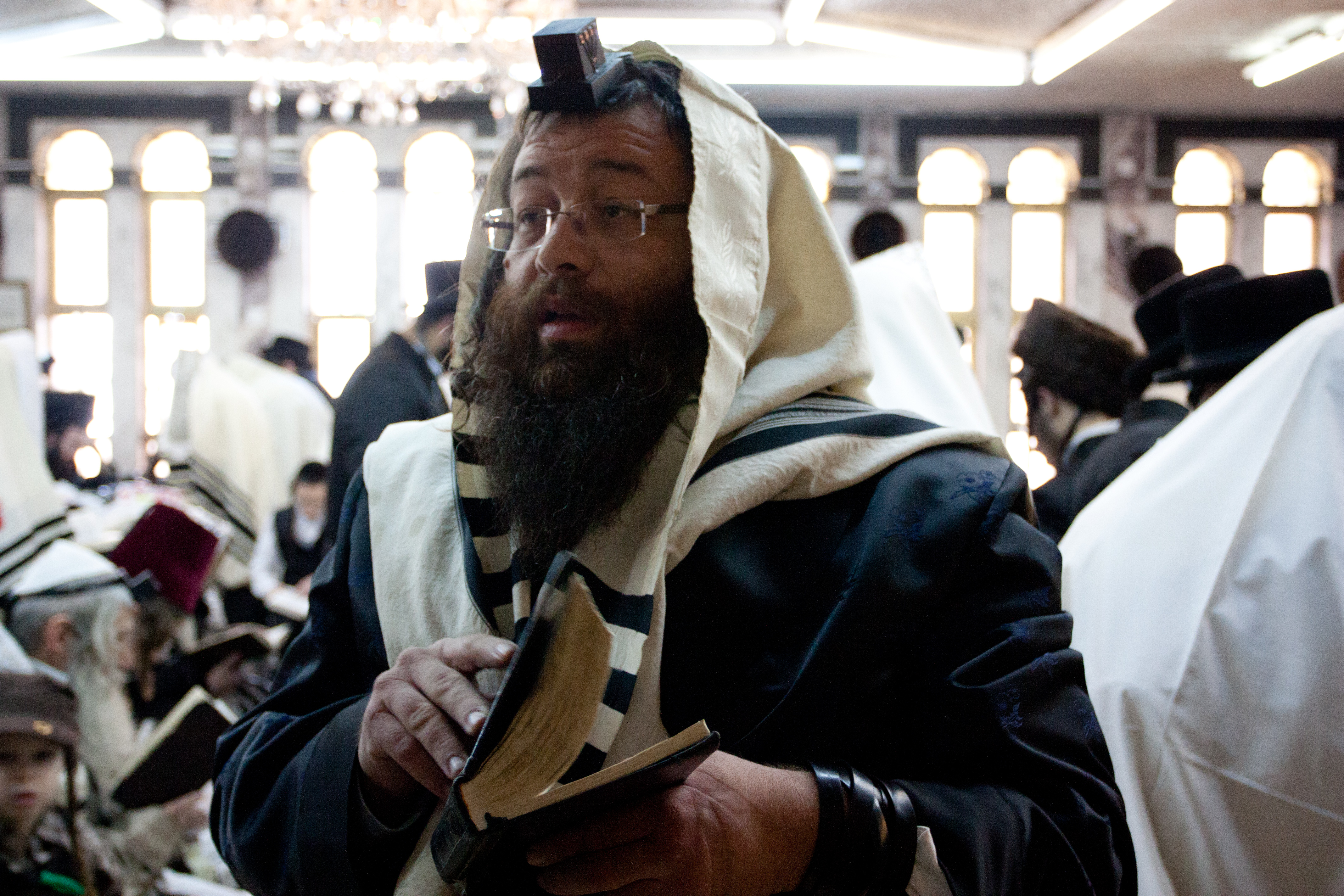
Một người đàn ông người Do Thái mặc Hộp Đựng Kinh "Hãy thắt chặt và đeo nó trên tay như một dấu hiệu, buộc nó trên trán để nhắc nhở con" (Sách Đệ Nhị Luật 6:6-9)

Nền giáo dục truyền thống Do Thái đã xuất hiện trong thời kỳ Kinh Thánh. Văn hóa Do Thái đề cao giáo dục Do Thái kể từ khi tổ phụ Abraham sinh ra đời. Tổ phụ Abraham được ca ngợi vì đã hướng dẫn con cái con cháu dòng dõi hậu duệ cháu chát chút chít của ông theo đường lối của Đức Chúa Trời.
Một trong những nghĩa vụ cơ bản của người cha người Do Thái là hướng dẫn con cái họ học hành. Nghĩa vụ dạy dỗ con cái được nêu trong đoạn đầu tiên của kinh cầu nguyện "Israel hãy lắng nghe": "Hãy khắc ghi trong trái tim mọi mệnh lệnh mà Thiên Chúa truyền dạy cho các con hôm nay. Hãy dạy các mệnh lệnh đó cho con cháu của các con, nói với con trẻ khi con ngồi trong nhà hay ở ngoài đường, khi con nằm ngủ hay thức dậy. Hãy thắt chặt và đeo nó trên tay như một dấu hiệu, buộc nó trên trán để nhắc nhở con, và ghi những mệnh lệnh đó trên cửa và ngoài cổng." (Sách Đệ Nhị Luật 6:6-9)
Ngoài ra, trẻ em nên tìm kiếm sự hướng dẫn của cha mẹ: "Hãy nhớ những ngày xa xưa, hãy suy ngẫm những năm tháng của nhiều thế hệ, hãy hỏi cha của con, và lão sẽ hướng dẫn con, hãy hỏi các bô lão của con, và họ sẽ chỉ bảo con" (Phục Truyền Luật Lệ 32: 7).
Quyển sách Châm Ngôn của người Do Thái cũng có những câu ca dao tục ngữ nói về giáo dục: "Beni (con trai), đừng quên những lời ta (Thiên Chúa) dạy trong Kinh Torah, nhưng hãy để tâm trí con giữ lại những điều răn của ta (Thiên Chúa); vì những điều răn đó sẽ làm gia tăng số ngày và số năm của đời con, và cho con cuộc đời bình an thịnh vượng." (Sách Châm Ngôn 3:1-2)
Đi học hành tại trường tiểu học được coi là bắt buộc bởi Simeon ben Shetah từ năm 75 trước công nguyên và Joshua Ben Gamla trong năm 64 CE. Nền giáo dục dạy dỗ các cậu bé trai và những người đàn ông lớn tuổi ở trong Beth midrash (Ngôi nhà của sự học hành) đã trở lại vào thời kỳ Đền Thánh thứ hai. Tầm quan trọng của giáo dục được nhấn mạnh trong Kinh Thánh Talmud, trong đó có nói rằng trẻ em nên bắt đầu học hành vào lúc sáu tuổi.
Các thầy đạo nói rằng các em học sinh không nên được đánh đập bằng cái cây hay cây gậy, và các học sinh lớn tuổi nên giúp đỡ những em học sinh nhỏ tuổi hơn, và còn cho rằng trẻ em không nên bị gián đoạn trong việc học hành vì các nghĩa vụ khác.
Theo Judah Ben Tema, "Vào năm Ngũ tuổi là đến ngưỡng học hành kinh Mikra, vào năm Thập tuổi là học tập kinh Mishnah, vào năm Thập Tam là giữ gìn các điều răn, vào năm Thập Ngũ là luyện kinh Talmud (Avot 5:21). Mikra đề cập đến Kinh Torah viết, Mishnah đề cập đến Torah bổ sung bằng miệng hay còn gọi là khẩu luật (luật súc tích và chính xác nói về việc làm thế nào để đạt được các điều luật của Torah bằng văn bản) và Talmud đề cập đến sự hiểu biết về sự thống nhất của luật miệng và bằng các văn bản và việc xem xét các lề luật.
Thuật ngữ "Talmud" được sử dụng ở đây là một phương pháp nghiên cứu và không được nhầm lẫn bởi các biên dịch sau với cùng một tên gọi. Theo truyền thống này, người Do Thái đã thành lập các trường học riêng của họ hoặc thuê người dạy kèm riêng cho con cái của họ cho đến cuối thế kỷ 18. Các trường học được đặt trong các khu phụ lục hoặc các tòa nhà riêng biệt gần nhà thờ Do Thái.
Thầy đạo Meir Simcha của Dvinsk (trong Meshech Chochma của ông) nhận xét rằng lời tuyên bố của Thiên Chúa Trời "[Abraham được ban phước bởi vì] ông sẽ hướng dẫn con cái của ông và gia tộc của ông theo những cách của Thiên Chúa để thực hiện sự công chính và công lý" (Sáng thế ký 18:19) là một điều răn ngầm để dạy Do thái giáo.[citation needed]